# Cuadrilla de Vitoria
Cuadrilla de Vitoria (Baskisch: Gasteizko Koadrila) is een comarca van de Spaanse provincie Álava. De hoofdplaats is Vitoria-Gasteiz. De comarca valt vrijwel geheel met Vitoria-Gasteiz samen.

## Gemeenten
De comarca bestaat uit één gemeente:
- Vitoria-Gasteiz